# جولائيون
الجولا أو الديولا (ويطلق عليهم محليًا اسم آجامات)، هم مجموعة عرقية تنتشر في السنغال وغامبيا وغينيا بيساو. يعيش معظم أفراد شعب جولا في قرى صغيرة منتشرة في جميع أنحاء السنغال وخاصة في منطقة كازامنس السفلى. تعتبر اللغة الرئيسية لشعب الجولا، التي تعرف بـ «فونغي»، واحدة من اللغات الوطنية الستة في السنغال.  
يعتمد شعب الجولا في اقتصاده، منذ ألف عام على الأقل، على زراعة حقول الأرز، ووُصف نظام الزراعة عندهم بأنه «واحد من أهم الأمثلة على الحضارات الزراعية في غرب أفريقيا». من المحتمل أن يكون أفراد شعب الجولا قد وصلوا إلى منطقة كازامانس السفلى في القرن الرابع عشر، وتبنوا أجزاءً من حضارة شعب باينوك السابقة واحتفظوا بتقاليد زراعة الأرز الخاصة بها. في العصور الاستعمارية، بدأ شعب جولا بزراعة الفول السوداني كمحصول تجاري في الغابات الأكثر جفافًا. اشتملت الأنشطة الأخرى الي مارسها شعب الجولا استخراج نبيذ النخيل (اللاقبي)، وجمع العسل، وتربية المواشي، وإنتاج محاصيل أخرى كالبطاطا الحلوة، والبطيخ. 
تعتبر الديانة الأرواحية الديانةَ الرئيسية عند شعب الجولا، وتُمارس هذه الديانة من خلال طقوس واحتفالات فيتيشة. مع ذلك، تحوّل بعضٌ من أفراد شعب جولا الذين يعيشون في مناطق جيدة إلى الإسلام لتأثرهم بالشعب الماندينغي المجاور لهم. نتيجة لذلك، لم يعد العديد من أفراد شعب جولا يتحدثون لغتهم الخاصة، وتحول أكثر من نصفهم اليوم للديانة الإسلامية. على عكس الثقافات السائدة في مناطق غرب أفريقيا، تفتقر معظم مجموعات شعب الجولا إلى أية طبقات اجتماعية أو سياسية، وإنما تُنظم تلك المجموعات في أُسر أو في أحياء. مع ذلك، تتمتع بعض المجتمعات بسلطة مركزية تتمثل بالملك، الذي يلعب دورًا أقرب للكاهن من الزعيم العلماني التقليدي. وتقع أبرز الممالك التابعة لشعب الجولا في بلدة آوسوي. فيما تتمثل هذه السلطة في المجتمعات المسلمة التابعة لشعب جولا بالمرابط، الذي يعد زعيمًا دينيًا ومعلمًا. يشرف الزعماء، الذين لهم دور كبير في مجتمعات شعب الجولا، على الطقوس الروحانية التقليدية. يتوجب على الأولاد أن يشاركوا في احتفال الانضمام للمعشر، المعروف باسم فوتامب، والذي يقام كل 15 - 20 عام في كل قرية من قرى شعب الجولا حتى يتمكنوا من الانتقال إلى مرحلة الرجولة.

## الاسم
الجولا، هو المصطلح الذي يُطلق في اللغة المندنكوية على مجموعة عرقية معينة، ويحمل المصطلح معنى «الاسترداد»، إذ يشتهر المنتمون لشعب الجولا بإرجاع ما يقُدم إليهم، سواءً كان ذلك غرضًا ماديًا أم عملًا إيجابيًا أم سلبيًا. يُطلق أفراد قبيلة جولا على قبيلتهم، بلغتهم الخاصة، اسم أجامات (للمفرد)، وأجاماتو (للجمع). أما اسم «ديولا» فهو النقحرة التقليدية لكلمة جولا في اللغة الفرنسية، وهو اسم شائع جدًا لهذه الجماعة في المصادر الإنجليزية.

## اللغة والمجموعات الفرعية
يتكلم أفراد شعب الجولا لغة جولا، والتي تنقسم إلى مجموعة متنوعة من اللهجات التي قد لا تكون مفهومة حتى بين المتحدثين باللهجات الأخرى في بعض الأحيان. تقابل هذه اللهجات قبائل جولا المختلفة.
- يتحدث سكان إحدى المناطق الصغيرة بالقرب من نهر كاسامانس بلهجة البانغال.
- يتحدث سكان مدينة زيغينشور بلهجة البايوت.
- يتحدث سكان بعض القرى المتوضعة إلى الجنوب من بلدة آوسوي بلهجة الكوديولا.
- يتحدث سكان المناطق الواقعة على طول ساحل كاسامانس، جنوبي ديولولو، بلهجة الكارون.
- يتحدث سكان المناطق القريبة من آوسوي بلهجة الكاسا.
- يتحدث سكان المناطق الواقعة على طول الساحل جنوبي نهر كاسامانس بلهجة كواتاي.
- يتحدث سكان قرية ملومب بلهجة الملومب.

## الدين
يواصل معظم الجولائيين اتباع ديانتهم وممارسة طقوسهم التقليدية، على الرغم من التأثير الإسلامي والمسيحي الذي فُرض عليهم في الآونة الأخيرة. على الرغم من قبول بعض الجولائيين للديانة الإسلامية بعد حرب سونينك – مرابط، لكنهم ظلوا يستخدمون نبيذ النخيل في طقوسهم. يعبد الجولائيون إلهً واحد ويربطونه بالظواهر والموجودات الطبيعية، كالسماء والمطر والسنة، ويطلقون عليه اسم، إيميت أو آتا إيميت، ويعني حرفيًا «الذي ينتمي إليه الكون»، أو «السيد مالك الكون». يؤمن الجولائيون بالسحر ويمارسونه، ولديهم بعض المقدسات التي لا يعبدونها. يؤمن أفراد شعب الجولا بقدرة الأرواح التي تسمى باكين، أو إينيرتي (مادينكا جالانغ)، على حماية أسرهم وقُراهم وحقول الأرز الخاصة بهم، إضافة إلى حمايتهم من التحول إلى الإسلام والمسيحية. قبل أن تتأثر معتقداتهم بالديانتين الإسلامية والمسيحية، كان الجولائيون يكنون احترامًا كبيرًا لمراسم الجنازة، ولا يزال بعضهم يكنون لها الاحترام الكبير حتى اليوم، وذلك لأنهم يؤمنون بإمكانية أن ينتهي الأمر بروح الميت مع أسلافه. اعتاد الجولائيون على الاعتقاد بأن الامتناع عن ممارسة الطقوسهم الجنائزية الخاصة، يتسبب بمنع روح الميت من دخول حضرة الخالق (آتا أميت)، ولقاء الأسلاف. يؤمن الجولائيون بوجوب أن يعيش الأشخاص حياة إنسانية جيدة، ويعتقدون بأن عقاب من يعيش حياة سيئة، يتمثل بنفي روحه بعد وفاته، لتبقى، إلى الأبد، دون سرير تتمدد عليه. يُطلق على هذه الروح المنفية، في مجموعة جولا كاسا، اسم «هولوا»، وتتحول هذه الروح إلى روح متشردة لا تحظَ بأيِ احترامٍ من بقية الأرواح.
تشتمل بعض المهرجانات الدينية عند الجولائيين، على التنكر بأزياء شخصيات الساماي وكومبو ونياسي التقليدية.

## الثقافة
على عكس معظم المجموعات العرقية المنتشرة في منطقة سينيغامبيا، لا يوجد عند شعب الجولا نظام طبقي يشتمل على العبيد، والعمال والنبلاء، إلخ. تعتمد مجتمعات شعب الجولا على مستوطنات عشائرية موسعة، كبيرة بما فيه الكفاية لتحصل على اسم خاص بها، كجولا كارون، وجولا ملومب، وجولا إيلينكين، وجولا كاغينول، وجولا هيولوف، وجولا جامات، وجولا جوهييت، وجولا بايوت، وجولا برين، وجولا سيليكي، وجولا كابروس، وجولا جيوات، وجولا فوني. يمارس الجولائيون طب الأعشاب. تمكن شعب الجولا، بسبب تكيفهم العالي مع الطبيعة والبيئة، من إنشاء حضارة تتمحور حول الموسيقى، وحول الطب الطبيعي، والأهم من ذلك كله، حضارة متمحورة حول زراعة الأرز التي يعتمدون فيها على أداة زراعية محلية الصنع يُطلق عليها اسم كاجاندو.
لم يطور شعب الجولا، مثله مثل بعض المجموعات العرقية الأصلية الأخرى في منطقة سينغامبيا كالباغا، والبالانتا، والكونياغي، وغيرها، نطاقًا سياسيًا يتجاوز مستوى القرية، بالمقارنة مع المجموعات العرقية الأخرى التي هاجرت من تلك المنطقة كالسونايك والماندينكا. لا يعني ذلك -بالضرورة- أن شعب الجولا لم يطور نظامًا سياسيًا معقدًا. أعطى الطابع التكافؤي الذي تتسم به مجتمعات شعب الجولا (والنادر في معظم المجتمعات الأخرى)، إمكانية تطوير نظام سياسي قائم على الوعي الجماعي، عملوا عليه خلال طقوسهم الاستهلالية. كانت الاشتراكية، بطريقة أو بأخرى، هي الإنجاز السياسي الأساسي لشعب الجولا في القرية. كانت الاشتراكية مرتبطة بإيمانهم بأرواح الباكين. ليس من السهل الوصول إلى هذا الإنجاز السياسي إذا لم يمتلك المجتمع الذي يديره قواعدَ إدارية وعقوبات محددة بشكل جيد. يمارس أفراد شعب الجولا العديد من الأنشطة الاقتصادية التقليدية، كصيد الأسماك، وزراعة الفول السوداني، وصناعة نبيذ النخيل، وتجهيز زيت النخيل، فيما تعتبر زراعة الأرز، التي ترتبط ارتباطًا وثيقًا مع ممارساتهم الدينية وتنظيمهم الاجتماعي، النشاط الاقتصادي الأهم لشعب الجولا. يعمل الجولائيون أيضًا برعي الأبقار والخنازير والماعز والدجاج والأغنام والبط. وتشمل الحرف التي يعملون بها، حياكة السلال، وصناعة الفخار، والبناء.